# Can’t Sleep, Can’t Eat, I’m Sick / Ningyo
Can't Sleep, Can't Eat, I'm Sick / Ningyo − dwudziesty dziewiąty singel Namie Amuro, pochodzący z albumu Play. Płyta została wydana 17 maja 2006, sześć miesięcy po poprzednim singlu - White Light / Violet Sauce. Japoński tytuł "人鱼" lub "Ningyo" oznacza syrenę. Piosenka Ningyo nie ukazała się w albumie Play. Premiera teledysku Can't Sleep, Can't Eat, I'm Sick odbyła się 1 maja 2006, natomiast Ningyo 9 maja 2006. Piosenki z singla zostały wykorzystane w reklamach witryn e-Mo, Iromelo Mix DX i Mu-Mo. sprzedano 79 525 kopii płyty. Singiel utrzymywał się w Oriconie przez dziesięć tygodni.

## Lista utworów
CD
| 1. | Can't Sleep, Can't Eat, I'm Sick                         | 3:46  |
|    |                                                          |       |
| 2. | Ningyo                                                   | 3:35  |
|    |                                                          |       |
| 3. | Can't Sleep, Can't Eat, I'm Sick (Remix)                 | 3:16  |
|    |                                                          |       |
| 4. | Can't Sleep, Can't Eat, I'm Sick (wersja instrumentalna) | 3:46  |
|    |                                                          |       |
| 5. | Ningyo (wersja instrumentalna)                           | 3:35  |
|    |                                                          |       |
|    |                                                          | 17:58 |
|    |                                                          |       |
DVD
| 1. | Can't Sleep, Can't Eat, I'm Sick (Teledysk) |  |
|    |                                             |  |
| 2. | Ningyo (Teledysk)                           |  |
|    |                                             |  |

## Wystąpienia na żywo
Can't Sleep, Can't Eat, I'm Sick
- 11 maja 2006 – Utaban
- 15 maja 2006 – Hey! Hey! Hey!
- 19 maja 2006 – Music Station
- 20 maja 2006 – CDTV
- 26 maja 2006 – Music Fighter
- 28 maja 2006 – MTV VMAJ 2006 Red Carpet Show
- 5 czerwca 2006 – SMAPxSMAP
- 25 września 2006 – Hey! Hey! Hey! 13th Year Special

## Oricon
| Diagram                                                    | Pozycja |
| ---------------------------------------------------------- | ------- |
| Dzienny diagram Oricon (w pierwszym dniu sprzedaży)        | #2      |
| Tygodniowy diagram Oricon (w pierwszym tygodniu sprzedaży) | #2      |
| Miesięczny diagram Oricon (w pierwszym miesiącu sprzedaży) | #15     |
| Roczny diagram Oricon                                      | #125    |